# Plage du Tilleul
Der Plage du Tilleul, auch als Plage d Antifer bezeichnet, ist ein Strand an der Alabasterküste in der Normandie in Frankreich. 
Er erstreckt sich über etwa 1,5 Kilometer zwischen dem Pointe du Fourquet im Südwesten und dem Pointe de la Courtine im Nordosten. Während der nördliche Teil zur Gemeinde Le Tilleul gehört, liegt ein größerer südlicher Abschnitt auf dem Gebiet von La Poterie-Cap-d’Antifer. Die Gemeindegrenze befindet sich an der Einmündung des Taleinschnitts Valleuse d’Antifer, über das auch der Zugang zum Strand möglich ist. Der Strand ist landschaftlich eindrucksvoll und geprägt durch die landseitig hoch aufragende von Kreidefelsen gebildete Steilküste. Der eigentliche Strandstreifen ist im nordöstlichen Abschnitt etwas breiter.
Der Strand ist nur schwer zugänglich und verfügt über keinerlei touristische Einrichtungen. Im Sinne des Naturschutzes ist eine dichte Zufahrt mit Kraftfahrzeugen nicht mehr möglich, der nächstgelegene Parkplatz ist etwa 1,5 Kilometer entfernt.